# 한스 숄

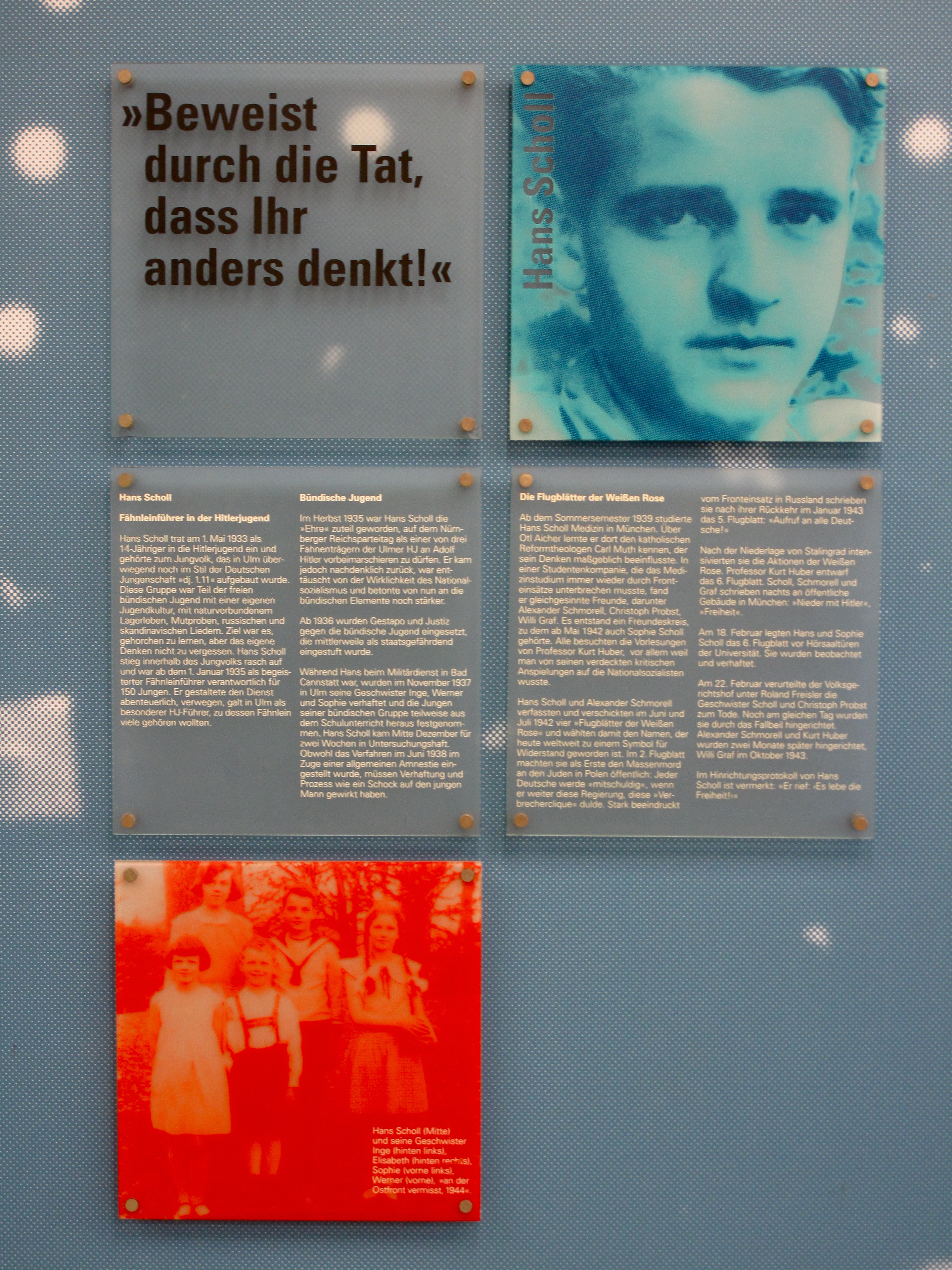
한스 숄 "너희가 다른 생각을 하고 있으면 행동으로 증명하는 거야!

한스 프리츠 숄(독일어: Hans Fritz Scholl, 1918년 9월 22일 ~ 1943년 2월 22일)은 나치 독일 시기에 결성된 지하 저항 조직인 백장미단 구성원이었다. 여동생 조피 숄과 같이 나치당에 희생됐다.
숄은 크라일스하임(Crailsheim)에서 부친 로베르트의 6남매 중 둘째로 태어났다. 1933년 히틀러 청소년단에 들어갔으나 그 단체의 성격을 알게 된 후 탈퇴했다. 기독교로 개종할 것을 한때 고려하기도 했었지만 루터교 신자로 자라났다. 이후 숄은 뮌헨 대학교에 입학했다.
1942년 초여름 한스 숄과 여동생 조피 숄, 빌리 그라프, 크리스토프 프롭스트, 알렉산더 슈모렐은 반(反)나치 전단지를 공동 제작했다. 스스로를 백장미단으로 일컬은 그들은 독일인들이 반나치 비폭력 저항을 해야 한다고 주장했다. 백장미단은 독일 국방군이 동부 전선(독소 전쟁) 도중에 폴란드와 소련의 유대인에게 벌인 몇몇 악행들을 두려워했다. 전단지는 뮌헨 대학교에서 시작해서 독일의 박사, 술집 사장 등에게 전해졌다.
1943년 2월 18일 한스 숄과 조피 숄은 뮌헨 대학교에서 전단지를 뿌리다가 관리인에게 적발되고 게슈타포에 체포되어 판사 롤란드 프라이슬러에 의해 반역 혐의로 유죄 판결을 받아 2월 22일 사형을 선고받았다. 수시간 후 한스 숄과 조피 숄, 크리스토퍼 프롭스트는 뮌헨 스타델하임 감옥에서 요한 라이히하르트에 의해 단두대로 처형됐다. 한스 숄의 유언은 "자유 만세!"(Es lebe die Freiheit!)였다. 직후 많은 다른 관여 학생들이 체포되어 처형됐다.